# Yaime Pérez
Yaime Pérez, född 29 maj 1991, är en kubansk friidrottare som tävlar i diskus.
Vid Världsmästerskapen i friidrott 2019 tog Pérez guld i diskus. Vid olympiska sommarspelen 2020 i Tokyo tog Pérez brons i diskus.